# Toro Rosso STR13
De Toro Rosso STR13 is een Formule 1-auto die gebruikt wordt door het Toro Rosso F1-team in het seizoen 2018.

## Onthulling
Op 21 februari 2018 lekten er foto's uit van de nieuwe auto, die oorspronkelijk op 26 februari 2018 tijdens de tests in Catalonië zou worden gepresenteerd.  Hierna plaatste Toro Rosso een betere foto op het internet. De auto wordt bestuurd door de Fransman Pierre Gasly, die zijn tweede seizoen met het team ingaat, en de Nieuw-Zeelander Brendon Hartley die ook zijn tweede seizoen bij het team rijdt. 

## Resultaten
| Kleur  | Resultaat                              |
| ------ | -------------------------------------- |
| Goud   | Winnaar                                |
| Zilver | Tweede plaats                          |
| Brons  | Derde plaats                           |
| Groen  | Gefinisht (punten behaald)             |
| Blauw  | Gefinisht (geen punten behaald)        |
| Blauw  | Niet geklasseerd (NC)                  |
| Paars  | Uitgevallen (DNF)                      |
| Rood   | Niet gekwalificeerd (DNQ)              |
| Zwart  | Gediskwalificeerd (DSQ)                |
| Wit    | Niet gestart (DNS)                     |
| Blanco | Gewond (INJ)                           |
| Blanco | Uitgesloten (EX)                       |
| Blanco | Teruggetrokken (WD) / Niet deelgenomen |
| P      | Poleposition                           |
| S      | Snelste ronde                          |

| Jaar | Chassis          | Motor        | Banden | Coureurs        | 1   | 2   | 3   | 4   | 5   | 6   | 7   | 8   | 9   | 10  | 11  | 12  | 13  | 14  | 15  | 16  | 17  | 18  | 19  | 20  | 21  | Punten | WK-plaats |
| ---- | ---------------- | ------------ | ------ | --------------- | --- | --- | --- | --- | --- | --- | --- | --- | --- | --- | --- | --- | --- | --- | --- | --- | --- | --- | --- | --- | --- | ------ | --------- |
| 2018 | Toro Rosso STR13 | Honda RA618H | P      |                 | AUS | BHR | CHN | AZE | SPA | MON | CAN | FRA | OOS | GBR | DUI | HON | BEL | ITA | SIN | RUS | JPN | VST | MEX | BRA | ABU | 33     | 9         |
| 2018 | Toro Rosso STR13 | Honda RA618H | P      | Pierre Gasly    | DNF | 4   | 18  | 12  | DNF | 7   | 11  | DNF | 11  | 13  | 14  | 6   | 9   | 14  | 13  | DNF | 11  | 12  | 10  | 13  | DNF | 33     | 9         |
| 2018 | Toro Rosso STR13 | Honda RA618H | P      | Brendon Hartley | 15  | 17  | 20  | 10  | 12  | 19  | DNF | 14  | DNF | DNF | 10  | 11  | 14  | DNF | 17  | DNF | 13  | 9   | 14  | 11  | 12  | 33     | 9         |
| Jaar | Chassis          | Motor        | Banden | Coureurs        | 1   | 2   | 3   | 4   | 5   | 6   | 7   | 8   | 9   | 10  | 11  | 12  | 13  | 14  | 15  | 16  | 17  | 18  | 19  | 20  | 21  | Punten | WK-plaats |

Ferrari SF71H ·
Force India VJM11 ·
Haas VF-18 ·
McLaren MCL33 ·
Mercedes F1 W09 EQ Power+ ·
Red Bull Racing RB14 ·
Renault R.S.18 ·
Sauber C37 ·
Toro Rosso STR13 ·
Williams FW41